# Болівія на Чемпіонаті світу з водних видів спорту 2015
Болівія взяла участь у Чемпіонаті світу з водних видів спорту 2015, який пройшов у Казані (Росія) від 24 липня до 9 серпня.

## Плавання на відкритій воді
двоє спортсменів Болівії кваліфікувалися на змагання з плавального марафону на відкритій воді.
| Спортсмен         | Дисципліна       | Час       | Місце |
| ----------------- | ---------------- | --------- | ----- |
| Вальтер Кабальєро | 5 км (чоловіки)  | 59:50.8   | 40    |
| Вальтер Кабальєро | 10 км (чоловіки) | 2:08:15.3 | 62    |
| Алондра Кастільйо | 5 км (жінки)     | 1:10:27.4 | 38    |
| Алондра Кастільйо | 10 км (жінки)    | OTL       | OTL   |

## Плавання
Болівійські плавці виконали кваліфікаційні нормативи в дисциплінах, які наведено в таблиці (не більш як 2 плавці на одну дисципліну за часом нормативу A, і не більш як 1 плавець на одну дисципліну за часом нормативу B):
Чоловіки
| Спортсмен       | Дисципліна          | Попередній заплив | Попередній заплив | Півфінал        | Півфінал        | Фінал           | Фінал           |
| Спортсмен       | Дисципліна          | Час               | Місце             | Час             | Місце           | Час             | Місце           |
| --------------- | ------------------- | ----------------- | ----------------- | --------------- | --------------- | --------------- | --------------- |
| Альдо Кастільйо | 100 м батерфляєм    | 57.38             | 57                | Завершив виступ | Завершив виступ | Завершив виступ | Завершив виступ |
| Альдо Кастільйо | 200 м батерфляєм    | 2:15.38           | 39                | Завершив виступ | Завершив виступ | Завершив виступ | Завершив виступ |
| Хосе Кінтанілья | 50 м вільним стилем | 24.19             | 61                | Завершив виступ | Завершив виступ | Завершив виступ | Завершив виступ |
| Хосе Кінтанілья | 100 м брасом        | 1:08.36           | 68                | Завершив виступ | Завершив виступ | Завершив виступ | Завершив виступ |

Жінки
| Спортсменка       | Дисципліна           | Попередній заплив | Попередній заплив | Півфінал         | Півфінал         | Фінал            | Фінал            |
| Спортсменка       | Дисципліна           | Час               | Місце             | Час              | Місце            | Час              | Місце            |
| ----------------- | -------------------- | ----------------- | ----------------- | ---------------- | ---------------- | ---------------- | ---------------- |
| Марія Хосе Рібера | 50 м батерфляєм      | 29.22             | 47                | Завершила виступ | Завершила виступ | Завершила виступ | Завершила виступ |
| Марія Хосе Рібера | 100 м батерфляєм     | 1:07.09           | 60                | Завершила виступ | Завершила виступ | Завершила виступ | Завершила виступ |
| Карен Торрес      | 50 м вільним стилем  | 26.41             | 52                | Завершила виступ | Завершила виступ | Завершила виступ | Завершила виступ |
| Карен Торрес      | 100 м вільним стилем | 57.93             | 53                | Завершив виступ  | Завершив виступ  | Завершив виступ  | Завершив виступ  |

Змішаний
| Спортсмени                                                     | Дисципліна                           | Попередній заплив | Попередній заплив | Фінал            | Фінал            |
| Спортсмени                                                     | Дисципліна                           | Час               | Місце             | Час              | Місце            |
| -------------------------------------------------------------- | ------------------------------------ | ----------------- | ----------------- | ---------------- | ---------------- |
| Ендрю Рутерферд Марія Хосе Рібера Карен Торрес Альдо Кастільйо | естафета 4x100 метрів вільним стилем | 3:46.46           | 20                | Завершили виступ | Завершили виступ |
| Ендрю Рутерферд Хосе Кінтанілья Карен Торрес Марія Хосе Рібера | естафета 4x100 метрів комплексом     | 4:12.49           | 18                | Завершили виступ | Завершили виступ |